# Tessera (exogéologie)
Pour les articles homonymes, voir Tessera.

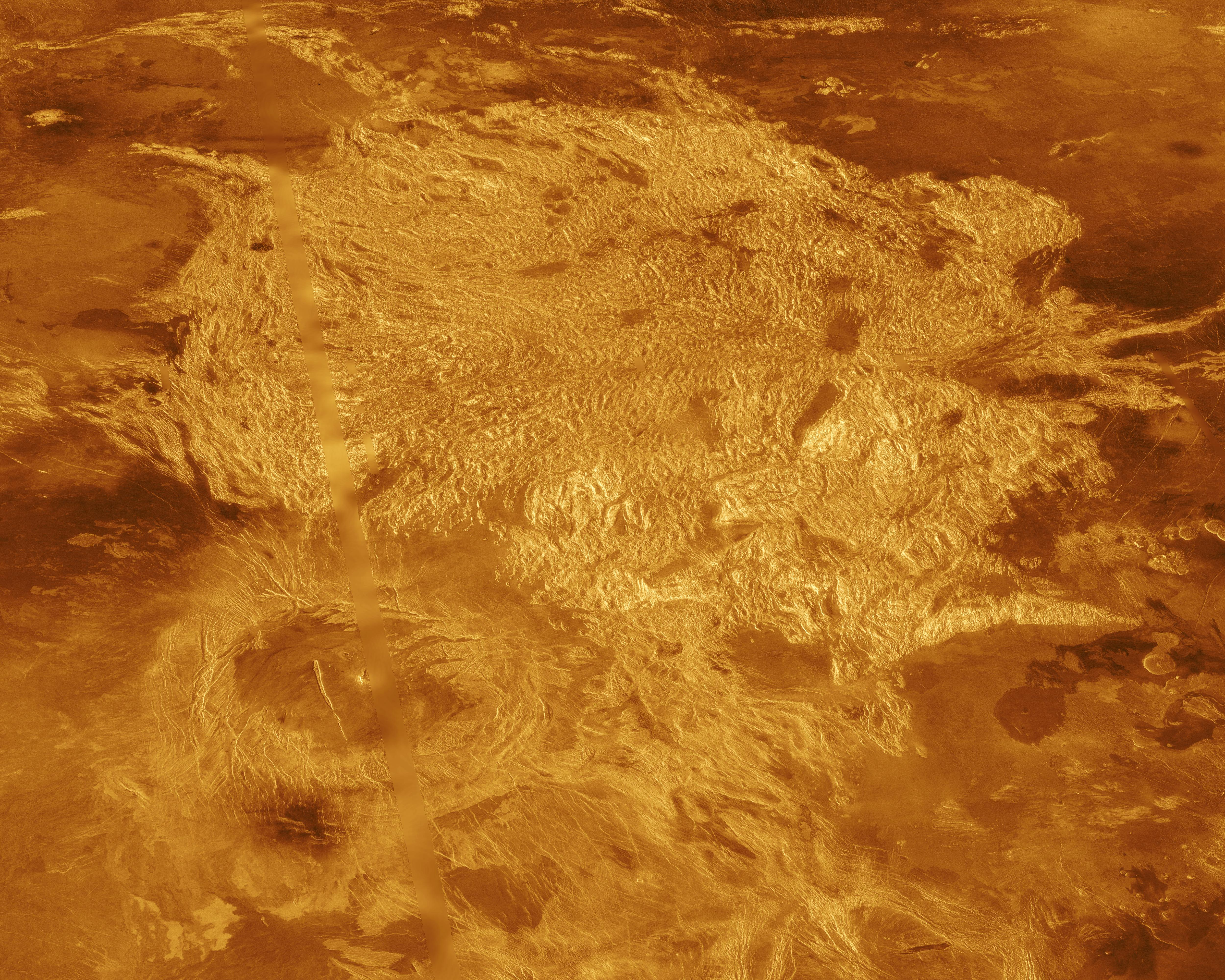
Alpha Regio, qui réfléchit bien les ondes radar, est une région de tesserae.

En planétologie, une tessera (pluriel tesserae, du latin tessĕra signifiant « dé à jouer », « tablette » et désignant aussi les tessères et les éléments constituant les mosaïques) est une formation exogéologique constituée majoritairement de terrains anciens fracturés et pliés dans plusieurs directions pour leur donner un aspect carrelé, ou « en tuiles. »
On ne rencontre des tesserae que sur la planète Vénus, où il s'agit généralement de régions accidentées d'altitude moyenne (typiquement 1 000 à 3 000 m), qui apparaissent très brillantes sur les images radar — contrairement aux plaines volcaniques qui apparaissent plutôt sombres en raison de leurs surfaces lisses. On pense qu'elles résultent de la compression de terrains anciens, entre 1,0 et 0,5 Ga, effaçant toute topographie antérieure. Fortuna Tessera, la plus vaste d'entre elles, a ainsi donné son nom à l'époque géologique — le Fortunien — correspondant aux formations topographiques les plus anciennes de Vénus, ; toutes les structures de plus d'un milliard d'années environ — correspondant au Préfortunien — auraient aujourd'hui disparu.